# Беєр Ко
Беєр Ко (нар. 17 липня 1986) — колишня сінгапурська тенісистка.
Найвищу одиночну позицію світового рейтингу — 299 місце досягла 14 червня 2004, парну — 329 місце — 12 серпня 2002 року.
Здобула 1 одиночний титул туру ITF.
Завершила кар'єру 2007 року.

## Фінали ITF

### Одиночний розряд (1–2)
| Результат | W–L | Дата     | Турнір                | Рівень | Покриття | Суперниця             | Рахунок  |
| --------- | --- | -------- | --------------------- | ------ | -------- | --------------------- | -------- |
| Перемога  | 1–0 | Сер 2008 | ITF Торонто, Канада   | 10,000 | Тверде   | Крістіна Горіатопулос | 6–2, 6–2 |
| Поразка   | 1–1 | Чер 2002 | ITF Лашін, Канада     | 10,000 | Тверде   | Александра Возняк     | 0–6, 3–6 |
| Поразка   | 1–2 | Чер 2003 | ITF Гамільтон, Канада | 25,000 | Ґрунт    | Анна-Лена Гренефельд  | 3–6, 3–6 |

## Участь у Кубку Федерації

### Одиночний розряд
| Розіграш                                        | Стадія | Дата           | Місце                     | Супротивник    | Покриття | Суперниця          | W/L | Рахунок       |
| ----------------------------------------------- | ------ | -------------- | ------------------------- | -------------- | -------- | ------------------ | --- | ------------- |
| Кубок Федерації 2007 зона Азії/Океанії, група I | R/R    | 16 квітня 2007 | Крайстчерч, Нова Зеландія | Узбекистан     | Тверде   | Альбіна Хабібуліна | L   | 2–6, 4–6      |
| Кубок Федерації 2007 зона Азії/Океанії, група I | R/R    | 17 квітня 2007 | Крайстчерч, Нова Зеландія | Південна Корея | Тверде   | Лі Чін А           | W   | 6–4, 6–3      |
| Кубок Федерації 2007 зона Азії/Океанії, група I | R/R    | 18 квітня 2007 | Крайстчерч, Нова Зеландія | Таїланд        | Тверде   | Нунгнадда Ваннасук | W   | 2–6, 6–3, 6–2 |
| Кубок Федерації 2007 зона Азії/Океанії, група I | R/R    | 20 квітня 2007 | Крайстчерч, Нова Зеландія | Гонконг        | Тверде   | Чжан Лін           | L   | 3–6, 6–1, 2–6 |
| Кубок Федерації 2007 зона Азії/Океанії, група I | P/O    | 21 квітня 2007 | Крайстчерч, Нова Зеландія | Йорданія       | Тверде   | Сахар Аль Дісі     | W   | 6–0, 6–0      |

### Парний розряд
| Розіграш                                        | Стадія | Дата           | Місце                     | Супротивник    | Покриття | Партнерка | Суперниці                             | W/L | Рахунок       |
| ----------------------------------------------- | ------ | -------------- | ------------------------- | -------------- | -------- | --------- | ------------------------------------- | --- | ------------- |
| Кубок Федерації 2007 зона Азії/Океанії, група I | R/R    | 16 квітня 2007 | Крайстчерч, Нова Зеландія | Узбекистан     | Тверде   | Лі Вейбін | Альбіна Хабібуліна Діяра Саїдходжаєва | L   | 0–6, 4–6      |
| Кубок Федерації 2007 зона Азії/Океанії, група I | R/R    | 17 квітня 2007 | Крайстчерч, Нова Зеландія | Південна Корея | Тверде   | Лі Вейбін | Лі Є Ра Ю Мі                          | L   | 2–6, 3–6      |
| Кубок Федерації 2007 зона Азії/Океанії, група I | R/R    | 18 квітня 2007 | Крайстчерч, Нова Зеландія | Таїланд        | Тверде   | Лі Вейбін | Монтіні Тангпхонг Напапорн Тонгсалі   | L   | 6–2, 4–6, 0–6 |

## Фінали ITF серед юніорів

### Одиночний розряд (2–2)
| Легенда (Win/Loss) |
| ------------------ |
| Категорія GA       |
| Категорія G1       |
| Категорія G2       |
| Категорія G3       |
| Категорія G4       |
| Категорія G5       |

| Результат | Ранг | Дата          | Місце                  | Покриття | Суперниця         | Рахунок  |
| --------- | ---- | ------------- | ---------------------- | -------- | ----------------- | -------- |
| Перемога  | 1.   | березень 2000 | Санта-Текла, Сальвадор | Тверде   | Женев'єв Шаррон   | 7–5, 6–1 |
| Поразка   | 2.   | липень 2000   | Туніс, Туніс           | Ґрунт    | Домінік ван Букел | 3–6, 3–6 |
| Перемога  | 3.   | січень 2002   | Куенка, Еквадор        | Ґрунт    | Ніка Ожегович     | 6–3, 6–4 |
| Поразка   | 4.   | Грудень 2002  | Мерида, Мексика        | Тверде   | Міхаелла Крайчек  | 2–6, 1–6 |

### Парний розряд (2–1)
| Результат | Ранг | Дата          | Місце                  | Покриття | Партнерка       | Суперниці                           | Рахунок       |
| --------- | ---- | ------------- | ---------------------- | -------- | --------------- | ----------------------------------- | ------------- |
| Перемога  | 1.   | березень 2000 | Санта-Текла, Сальвадор | Тверде   | Денієлл Шварц   | Женев'єв Шаррон Синтія Жуле         | 6–3, 6–4      |
| Перемога  | 2.   | липень 2000   | Касабланка, Марокко    | Ґрунт    | Єлена Янкович   | Лінда Смоленакова Домінік ван Букел | 7–5, 4–6, 6–3 |
| Поразка   | 3.   | березень 2001 | Ламбаре, Парагвай      | Тверде   | Феріель Ессегір | Ева Грдінова Ема Янашкова           | 3–6, 4–6      |